# Codex Squarcialupi

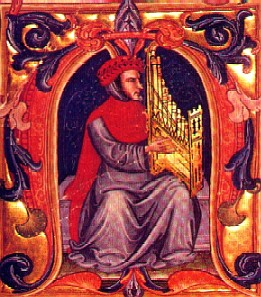
Ilustración del Codex Squarcialupi, mostrando a Francesco Landini tocando un órgano portátil.

El Codex Squarcialupi (Biblioteca Medicea Laurenziana, Med. Pal. 87) es un manuscrito iluminado, compilado la ciudad italiana de Florencia a comienzos del siglo XV. Es el manuscrito que contiene mayor cantidad de música del Trecento italiano de todos los existentes. Recibe su nombre de uno de sus propietarios, el organista de la catedral de Florencia, Antonio Squarcialupi.

## Historia
Casi con seguridad, el manuscrito fue compilado en Florencia, en el monasterio de S. Maria degli Angeli, aproximadamente entre 1410 y 1415. Posiblemente, Paolo da Firenze supervisó su compilación, aunque esto no ha sido probado. Además, la omisión de su música ha sido un rompecabezas para los musicólogos. El manuscrito fue propiedad del organista Antonio Squarcialupi hacia mitad del siglo XV, después pasó a su sobrino, y posteriormente a Juliano de Médici, quien lo donó a la Biblioteca Palatina a principios del siglo XVI. A finales del siglo XVIII, pasó a ser propiedad de la Biblioteca Laurenciana de Florencia.
En el primer folio del códice se cita: "Este libro es propiedad de Antonio di Bartolomeo Squarcialupi, organista de Santa Maria del Fiore". Las iluminaciones están hechas en oro, rojo, azul y púrpura.
Está compuesto por 216 folios de pergamino, ricamente iluminado y en buenas condiciones, motivo por el cual se han preservado composiciones musicales completas. Contiene 146 piezas de Francesco Landini, 37 de Bartolino da Padova, 36 de Niccolò da Perugia, 29 de Andrea da Firenze, 28 de Jacopo da Bologna, 17 de Lorenzo da Firenze, 16 de Gherardello da Firenze, 15 de Donato da Cascia, 12 de Giovanna da Cascia, 6 de Vincenzo da Rimini y algunas otras piezas musicales de otros compositores. También contiene 16 folios en blanco, previstos para música de Paolo da Firenze.
Las más de 350 composiciones del códice son canciones seculares y pueden ser fechadas entre 1340 y 1415. De ellas 226 son ballate, 114 madrigales y 12 caccie. La otra colección musical importante de este período, el Codex Rossi (compilado entre 1350 y 1370), contiene música anterior a éste.